# Pionniers de Touraine 2018
Questa voce raccoglie le informazioni riguardanti i Pionniers de Touraine nelle competizioni ufficiali della stagione 2018.

## Deuxième Division 2018

### Stagione regolare
| Parigi 20 gennaio 2018, ore 19:00 1ª giornata | Mousquetaires de Châtenay-Malabry | 36 – 25 (18-7 0-0 6-7 12-11) referto 2 | Pionniers de Touraine | Stade Louis Lumière |

| Tours 28 gennaio 2018, ore 14:00 2ª giornata | Pionniers de Touraine | 7 – 9 (7-0 0-0 0-6 0-3) referto referto 2 | Gladiateurs de la Queue-en-Brie | Stade de la Chambrerie |

| Élancourt 24 febbraio 2018, ore 20:00 4ª giornata | Templiers d'Élancourt | 21 – 6 (7-0 7-0 7-0 0-6) referto referto 2 | Pionniers de Touraine | Complexe sportif Europe |

| Tours 4 marzo 2018, ore 14:00 5ª giornata | Pionniers de Touraine | 30 – 6 (13-6 0-0 10-0 7-0) referto referto 2 | Diables Rouges de Villepinte | Stade de la Chambrerie |

| Tours 18 marzo 2018, ore 14:00 7ª giornata | Pionniers de Touraine | 9 – 27 (3-7 0-7 0-7 6-6) referto referto 2 | Spartiates d'Amiens | Stade de la Chambrerie |

| Villeneuve-d'Ascq 24 marzo 2018, ore 18:00 8ª giornata | Vikings de Villeneuve-d'Ascq | 14 – 7 (7-0 7-0 0-0 0-7) referto referto 2 | Pionniers de Touraine | Terrain de la Tamise |

| Tours 7 aprile 2018, ore 19:00 Recupero 3ª giornata | Pionniers de Touraine | 7 – 20 (0-0 0-7 7-13 0-0) referto referto 2 | Corsaires d'Évry | Stade de la Chambrerie |

| Évry 15 aprile 2018, ore 14:00 10ª giornata | Corsaires d'Évry | 14 – 14 (7-7 0-0 7-7 0-0) referto referto 2 | Pionniers de Touraine | Complexe Sportif du Parc des Loges |

| Tours 28 aprile 2018, ore 19:00 11ª giornata | Pionniers de Touraine | 61 – 0 (14-0 23-0 7-0 17-0) referto | Mousquetaires de Châtenay-Malabry | Stade de la Chambrerie |

| La Queue-en-Brie 13 maggio 2018, ore 14:00 12ª giornata | Gladiateurs de la Queue-en-Brie | 6 – 3 (0-0 0-3 0-0 6-0) referto referto 2 | Pionniers de Touraine | Stade Robert-Barran |

## Statistiche di squadra
| Competizione      | %Vittorie | In casa | In casa | In casa | In casa | In casa | In casa | In trasferta | In trasferta | In trasferta | In trasferta | In trasferta | In trasferta | Totale | Totale | Totale | Totale | Totale | Totale |
| Competizione      | %Vittorie | G       | V       | N       | P       | Pf      | Ps      | G            | V            | N            | P            | Pf           | Ps           | G      | V      | N      | P      | Pf     | Ps     |
| ----------------- | --------- | ------- | ------- | ------- | ------- | ------- | ------- | ------------ | ------------ | ------------ | ------------ | ------------ | ------------ | ------ | ------ | ------ | ------ | ------ | ------ |
| Stagione regolare | .250      | 5       | 2       | 0       | 3       | 114     | 62      | 5            | 0            | 1            | 4            | 55           | 91           | 10     | 2      | 1      | 7      | 169    | 153    |
| Totale            | .250      | 5       | 2       | 0       | 3       | 114     | 62      | 5            | 0            | 1            | 4            | 55           | 91           | 10     | 2      | 1      | 7      | 169    | 153    |